# Резник, Галина Александровна
Галина Александровна Резник (род. 24 марта 1945, Сердобск, Пензенская область, РСФСР, СССР) — советский и российский экономист, деятель российской науки и высшего образования. Доктор экономических наук, профессор. Заслуженный работник высшей школы Российской Федерации (2011). Заведующая кафедрой «Маркетинг и экономическая теория» ПГУАС с 1995 года. 

## Биография
Родилась 24 марта 1945 года в городе Сердобске Пензенской области.
В 1967 году окончила Куйбышевский инженерно-строительный институт по специальности «промышленное и гражданское строительство», квалификация «инженер-строитель».
С 1977 года работает в Пензенском государственном университете архитектуры и строительства в должностях ассистента, старшего преподавателя, доцента кафедры политэкономии.
С 1995 года по настоящее время - заведующая кафедрой «Маркетинг и экономическая теория» ПГУАС.
С октября 1999 года кафедра получила статус выпускающей по специальности 08.01.11 «Маркетинг».

## Научная деятельность
В 1999 году Г.А. Резник защитила докторскую диссертацию на тему «Закономерности формирования и тенденции развития национального рынка труда в условиях транзитивной экономики».
Под руководством Г.А. Резник преподавательским составом кафедры «Маркетинг и экономическая теория» ПГУАС выиграно четыре научных гранта. Дипломные проекты, выполненные студентами под руководством д.э.н., профессора Г.А. Резник традиционно занимают призовые места во Всероссийском конкурсе дипломных проектов по специальности «Маркетинг» (2005г. – первое место, 2007г. – первое место, 2009г. – первое место, 2010г. – второе место).
На базе кафедры «Маркетинг и экономическая теория» создано «Агентство маркетинговых услуг», по оказанию маркетинговых услуг предприятиям и организациям Пензенской области.

## Публикации
Автор более 400 научных публикаций: в ведущих научных рецензируемых журналах, индексируемых в БД Scopus и WoS, включённых в Перечень Высшей аттестационной комиссии (ВАК) при Министерстве науки и высшего образования Российской Федерации, учебных и учебно-методических пособий, монографий (в том числе коллективных). Индекс Хирша — 22.

### Некоторые труды
- Алешникова В.И., Ахметшин А.Ф., Басова В.П., Вдовина О.А., Волошин А.В., Резник Г.А. и др. Высшее образование в России: вызовы времени и взгляд в будущее: монография. М.: Инфра-М, 2020. 610 с. ISBN 978-5-16-015665-1

- Резник С.Д., Боровская М.А., Васин С.М., Вдовина О.А., Резник Г.А. и др. Управление высшим учебным заведением: учебник. М.: Инфра-М, 2019. 426 с. ISBN 978-5-16-014398-9

- Резник Г.А. Макроэкономика: учебное пособие по направлению подготовки 38.03.01 «Экономика». – Пенза: ПГУАС, 2016. – 116 с.

- Резник Г.А., Суханова Т.В., Пономаренко Ю.С., Кучигина С.К., Коробкова Н.А., Амирова Д.Р., Курдова М.А. Региональный рынок труда в системе рыночных отношений: монография. Пенза: Изд-во ПГУАС, 2014. 224 с. ISBN 978-5-9282-1285-8

- Резник Г.А. Рынок труда на макро- и мегауровне: закономерности и тенденции формирования: монография. - СПб: Изд-во СПбГУЭФ, 1998. - 139 с. ISBN 5-7310-0950-3

- Резник Г.А. Социальные аспекты формирования рынка труда (Концептуальный подход): монография. - СПб: Изд-во СПбГУЭФ, 1998. - 117 с. ISBN 5-7310-0951-1

- Резник Г.А., Анвари Р.Ф. Комплексная система мотивации персонала в организациях корпоративного типа // Московский экономический журнал. 2021. № 1. С. 63.

- Резник Г.А., Курдова М.А. Функции российского университета в условиях формирования инновационно-ориентированной экономики // Интеграция образования. 2017. Т. 21. № 3 (88). С. 441-458.

- Резник Г.А. Маркетинг взаимодействия в строительном комплексе: реалии времени // Региональная архитектура и строительство. 2017. № 1 (30). С. 178-184.

- Резник Г.А. Коробкова Н.А.  Самозанятость в ненаблюдаемой экономике и ее влияние на экономический рост: метаанализ // Регионология. 2021. №4. С.794-819.

- Резник Г.А., Молькин А.Н. Особенности развития банковского сектора в условиях экономической нестабильности в России // Журнал «Актуальные проблемы экономики». – 2016. - №8. – С. 302-210.

- Резник Г.А., Маскаева А.И., Пономаренко Ю.С.  Сервисная деятельность: учебное пособие для бакалавров. М.: ИНФРА-М, 2018.

- Резник Г.А., Хазова Я.С. Стратегия позиционирования компании на основе социально-маркетинговой программы // Маркетинг в России и за рубежом. - 2019. - № 5. - С. 3-15.

- Резник Г.А. Предпринимательская деятельность в университете: результаты мониторинга // Вестник поволжского государственного технологического университета. серия: экономика и управление. – 2020. - №3.

- Резник Г.А., Запорожец О.И. Позиционирование предприятия дверного бизнеса на конкурентном рынке // Маркетинг в России и за рубежом. - 2021. - №3.

- Резник Г.А. Маркетинг: учебное пособие. М.: ИНФРА-М, 2021 г. ISBN 978-5-16-109697-0 (online)

## Награды
- Заслуженный работник высшей школы Российской Федерации (2011)[4];

- Почётный работник высшего профессионального образования Российской Федерации (2005);

- Нагрудный знак «За развитие научно-исследовательской работы студентов» (Министерства образования и науки РФ, 2013);

- Научная стипендия губернатора Пензенской области (2008) - за разработку и внедрение инновационных образовательных проектов[5];

- Почетная грамота Министерства общего и профессионального образования Российской Федерации (1998).